# 戸矢哲朗
戸矢 哲朗（とや てつろう、1972年8月4日 - 2001年6月20日）は、日本の官僚。政治学者。経済産業研究所客員研究員。

## 人物
日本の政治、制度変化を分析した論文を記すも大蔵省復職後、白血病のため28歳で死去。遺作となった論文「金融ビッグバンの政治経済学」が2003年出版された。妻は戸矢理衣奈。

## 経歴
- 1972年8月4日 誕生。
- 1995年3月 東京大学法学部卒業
- 1995年4月 大蔵省大臣官房文書課
- 1997年7月 スタンフォード大学留学（~2000年7月）
- 2000年6月 スタンフォード大学Ph.D.取得
- 2000年7月 大蔵省大臣官房文書課審査第一係長
- 2001年6月 経済産業研究所客員研究員（兼務）。
- 2001年6月20日 白血病のため死去

## 著書
- "THE POLITICAL ECONOMY OF THE JAPANESE FINANCIAL BIG BANG: INSTITUTIONAL 　CHANGE IN FINANCE AND PUBLIC POLICY MAKING" （スタンフォード大学学位論文、2000年5月）
- 金融ビッグバンの政治経済学 ISBN 978-4492393994